# Dear Mme.
Dear Mme. je loutková hra z roku 2007. Její délka dosahuje 20 minut. Jejími autory a režiséry byli Erik Sanko a Jessica Grindstaff. Sanko dále složil hudbu a designoval loutky, zatímco Grindstaff vytvořila design samotného představení. Sankovu hudbu při představení hry hrálo uskupení Kronos Quartet. Původně vznikla pro zahájení 25. ročníku festivalu Next Wave na Brooklyn Academy of Music. Sanko dostal na vytvoření grant ve výši 8000 dolarů od Jerome Foundation. V představení hraje loutka vysoká 15 stop, sestavená ze dřeva ze staré stodoly.